# Luck of the Draw (ER)
Luck of the Draw is de dertiende aflevering van het eerste seizoen van de televisieserie ER, die voor het eerst werd uitgezonden op 12 januari 1995.

## Verhaal
Na het overlijden van een patiënt van Dr. Lewis wordt zij aangeklaagd voor nalatigheid. Dr. Greene wordt opgedragen om op haar toe te zien, en alle dossiers van nieuwe patiënten te controleren.
Een douanebeambte brengt een vermoedelijke bolletjesslikker naar de SEH voor onderzoek. Zonder toestemming van de persoon mogen zij echter niets doen.
Een nieuwe medische student, Deb Chen, komt op de SEH werken en Carter mag haar rondleiden.
Dr. Benton wordt uit een operatie geroepen om zijn seniele moeder te gaan zoeken nadat zij vermist wordt. Dit geeft weer een extra reden voor zijn zus om de opname in een bejaardentehuis te bespoedigen.

## Rolverdeling

### Hoofdrol
- Anthony Edwards - Dr. Mark Greene
- George Clooney - Dr. Doug Ross
- Sherry Stringfield - Dr. Susan Lewis
- Eriq La Salle - Dr. Peter Benton
- Sam Anderson - Dr. Jack Kayson
- William H. Macy - Dr. David Morgenstern
- Noah Wyle - John Carter
- Ming-Na Wen - Deb Chen
- Julianna Margulies - verpleegster Carol Hathaway
- Deezer D - verpleger Malik McGrath
- Vanessa Marquez - verpleegster Wendy Goldman
- Ellen Crawford - verpleegster Lydia Wright
- Yvette Freeman - verpleegster Haleh Adams
- Suzanne Carney - OK verpleegster Janet
- Glenn Plummer - Timmy Rawlins
- Emily Wagner - ambulanceverpleegkundige Doris Pickman

### Gastrol
- John Marshall Jones - Mr. Gaither
- Neil Giuntoli - Alan
- Ving Rhames - Walter Robbins
- Beah Richards - Mae Benton
- Marco Rodríguez - Serena
- Kristin Davis - Leslie
- Shanna Sher - Lucy
- Louis Ortiz - Jorge

en vele andere